# Undressed〜club SOS〜
『undressed〜club SOS〜』（アンドレスド〜クラブ・エスオーエス〜）は、Skoop On Somebodyが2004年7月22日にレーベルゲートCDで発売したアコースティック・アルバム。2005年7月27日、CD-DAで発売。

## 概要
グループ初のアコースティック・アルバム。「線香花火」「最後の夜明け」を除いて、すべてclub SOSスタイル。

## 構成
過去のシングルのカップリングに、ファン投票で上位だった曲のセルフカバー、洋楽カバー「What You Won't Do For Love」（Bobby Caldwell）、最新シングル「最後の夜明け」を収録。
「Still」はシングル収録の「Still（unplugged）」と異なり、フィンガースナップがカットされている。

## 収録曲
全編曲：SOS（特記以外）
1. sha la la
  - 作詞：SOS・小林夏海　作曲：Face 2 fAKE
2. No Make de On The Bed
  - 作詞・作曲：SKOOP
3. ぼくが地球を救う〜Sounds Of Spirit〜
  - 作詞：松尾潔・SOS　作曲：SOS
4. I Don't Wanna Let U Go
  - 作詞・作曲：SKOOP
5. 線香花火
  - 作詞・作曲：SOS
6. Sunset, Side Seat
  - 作詞：小林夏海・SOS　作曲：SOS
7. What You Won't Do For Love
  - 作詞・作曲：Bobby Caldwell・Fernando Alfons Kettner
8. Actor
  - 作詞・作曲：SKOOP
9. Still
  - 作詞：小林夏海　作曲：清水昭男
10. 最後の夜明け
  - 作詞：TAKE　作曲：KO-HEY